# Serica jaegeri
Serica jaegeri är en skalbaggsart som beskrevs av Ahrens 1999. Serica jaegeri ingår i släktet Serica och familjen Melolonthidae. Inga underarter finns listade i Catalogue of Life.